# Direction de la Météorologie nationale (Cameroun)
La direction de la Météorologie nationale, aussi connu comme Météo-Cameroun, est l'organisme camerounais en charge de l’élaboration et de la mise en œuvre de la politique du Gouvernement en matière de météorologie  ainsi que de la collecte, du traitement et de la diffusion des informations Météorologiques.

## Historique
La direction de la Météorologie nationale du Cameroun est créée pendant la période coloniale et est dirigée par des responsables français nommés par la tutelle. Le Premier ingénieur camerounais de la météorologie est Abel Moumé Etia. La gestion de l'organisme est confiée à des ingénieurs camerounais après l'indépendance. Le premier ingénieur camerounais à occuper le poste de Directeur est Mandengue Epoh (de 1962 à 1967).
La  direction de la Météorologie nationale est d'abord placée sous la tutelle du Ministère des Travaux Publics et des Transports puis au Ministère des Transports à sa création.

## Organisation
La direction de la Météorologie nationale est placée sous la tutelle du Ministère des Transports et fait partie de l'administration centrale du ministère. Le directeur est Simplice Tchinda Tazo.

## Missions
Les missions de la direction de la Météorologie nationale sont définies dans l'article 45 du Décret N° 98/152 Du 24 juillet 1998 portant organisation du Ministère des Transports. Elle a pour principales missions : 
- L’élaboration et de la mise en œuvre de la politique du Gouvernement en matière de météorologie
- La collecte, du traitement et de la diffusion des informations météorologiques
- Le suivi de la veille météorologique et climatologique
- L’exploitation des données transmises par les réseaux météorologiques aux niveaux national et international
- L’élaboration des prévisions météorologiques ;
- Le suivi des relations avec les organismes internationaux et régionaux de la météorologie
- Le suivi des Centres de Veille Météorologiques des aérodromes, en liaison avec l’Autorité Aéronautique.